# Állandó Képviselők Bizottsága
Az Állandó Képviselők Bizottsága (röviden COREPER, a francia Comité des représentants permanents névből) az Európai Unió Tanácsának munkáját segítő, illetve azt előkészítő testület, melynek tagjai az Európai Unió tagállamainak brüsszeli nagykövetei. A Tanács elnöksége egyben a bizottság Fő feladata, hogy közösségi szinten egyeztesse az egyes kérdésekben kialakult tagállami álláspontokat és szakértői, diplomáciai szinten közelítse azokat, illetve találjon mindenki számára elfogadható alternatívákat. Ők tartják a kapcsolatot a kormányok és az uniós intézmények között, illetve közvetítenek a nemzeti és a közösségi adminisztráció között.
Munkájukat mintegy 250, állandó vagy ideiglenes jelleggel felállított munkacsoport segíti, melyekben a tagállamok kormányhivatalainak szakemberei kapnak helyet, témától függően. Nagyon sok kérdésben már ezen a szinten sikeres az egyeztetés; ilyenkor a Tanács további tárgyalás nélkül hoz döntést.
A bizottság hetente ülésezik, két szinten: 
- COREPER I – az állandó képviselők helyettesei; általában ők foglalkoznak a szociális és gazdasági kérdésekkel és a következő tanácsok munkáját segítik
  - Foglalkoztatás-, szociálpolitikai, egészségügyi és fogyasztóvédelmi
  - Versenyügyi tanács
  - Közlekedés, távközlés és energia
  - Mezőgazdaság és halászat[1]
  - Környezet
  - Oktatás, ifjúság és kultúra
- COREPER II – az állandó képviselők; általában ők foglalkoznak a politikai, külkapcsolatokat érintő és pénzügyi/költségvetési kérdésekkel és a következő tanácsok munkáját segítik
  - Általános ügyek és külső kapcsolatok
  - Gazdasági és pénzügyek tanácsa
  - Bel- és igazságügyi tanács

## Döntéshozatal és jogalkotás
A Bizottság a javaslatokat mindig a tagállamok uniós nagyköveteihez juttatja el először, akik továbbítják saját kormányhivatalaik felé. Amikor az egyes országok kialakították álláspontjukat, a kérdést először munkacsoportokban, majd magában a COREPER-ben vitatják meg, csak ezután kerül a miniszterek elé. Amennyiben sikerült konszenzust kialakítani és a Tanács tárgyalás nélkül elfogadja a javaslatot, a javaslat „A”-ügynek minősül. Azokat, amelyekben további targyalásra, miniszteri szintű egyeztetésre is szükség van, „B”-ügynek nevezik.
A tárgyalt kérdések 70-75%-a munkacsoporti, további 10-15%-a COPERER szintű egyeztetésen konszenzusos döntést eredményez, tehát a Tanácshoz kerülő javaslatok kb. 85% tartozik az „A”-ügyek közé.

## Jegyzések
1. ↑  Mezőgazdasági kérdésekben, annak különleges státusza miatt a Mezőgazdasági Különbizottság tölti be a döntés-előkészítő szerepet.